# Maria Guidaová
Maria Guidaová (* 23. ledna 1966) je bývalá italská atletka, která se věnovala maratonskému běhu.
Nejprve na mezinárodních soutěžích startovala v běhu na 10 000 metrů – na světovém šampionátu v roce 1993 doběhla dvanáctá, o dva roky později na mistrovství světa čtvrtá. Na přelomu tisíciletí startovala spíše v maratonu – v roce 1999 si vytvořila osobní rekord 2:25:57 a v roce 2002 se stala mistryní Evropy.